# 底質の環境基準
底質の環境基準（ていしつのかんきょうきじゅん）とは、日本において、水底の底質について国が定めている環境基準のこと。現在、ダイオキシン類（150pg-TEQ/g）についてのみが定められている。

## 内容
ダイオキシン類のみが定められている。

### ダイオキシン類
ダイオキシン類対策特別措置法に基づく、ダイオキシン類による水底の底質の汚染に係る環境上の条件につき人の健康を保護する上で維持されることが望ましい基準である。
- 媒体：水底の底質
- 基準：150pg-TEQ/g以下
- 測定方法：水底の底質中に含まれるダイオキシン類をソックスレー抽出し、高分解能ガスクロマトグラフ質量分析計により測定する方法

## 底質の環境中の濃度に係るその他の基準

### 暫定除去基準
「底質暫定除去基準」として水銀とPCBが定められている。

### 水産用水基準による底質の基準
- 河川および湖沼では、有機物などによる汚泥床、みずわたなどの発生をおこさないこと。
- 海域では乾泥としてCODOH(アルカリ性法)は20mg/g乾泥以下、硫化物は0.2mg/g乾泥以下、ノルマルヘキサン抽出物質0.1%以下であること
- 微細な懸濁物が岩面、礫、または砂利などに付着し、種苗の着生、発生あるいはその発育を妨げないこと

などとされている。 

### 水底土砂判定基準
環境中の濃度を示すものではないが、浚渫した土砂（底質）を海面埋立または海洋投入するにあたって定められている基準として、「水底土砂に係る判定基準」がある。

## 底質の環境基準の必要性
底質汚染は水俣病の事例のように食物連鎖を通してヒトの健康被害が懸念されている。今後、早急に鉛やヒ素などの重金属類やテトラクロロエチレンなどの揮発性有機化合物さらにPOPs農薬などの有害物質に関する底質環境基準を定めることが必要であるとされている。

## 底質の環境中の濃度の評価について

### 土壌環境基準との比較
底質を浚渫して陸上に上げると土壌となる。底質は土壌の一部であるという考え方もあるが、統一されていない。
しかし、底質汚染が土壌汚染と比べて健康リスクは高いが、人の健康の保護に関する水質環境基準に定められている物質について、地下水の水質汚濁に係る環境基準や、土壌の汚染に係る環境基準が定められているのに対し、現在底質の環境基準は定められていない。
なお、土壌の汚染に係る環境基準は、汚染された土壌から地下水等への溶出の観点から上記の溶出量の基準が定められているほか、農作物に対する影響および農作物に蓄積して人の健康に影響を及ぼす観点から含有量の基準が定められている。
ダイオキシン類については、土壌環境基準値が1,000pg-TEQ/gとなっており、底質環境基準値がその15%となっている。

### 底生生物と有害物質の関係
平成14年に港湾底泥調査が国の機関により実施され、重金属濃度と底生生物の種類数との相関関係が公開されている。底生生物の種類が比較的豊富である限界の濃度であるERLの含有量値を下記に示す。   
- 水銀：0.1mg/kg乾泥
- カドミウム：1mg/kg乾泥
- 銅：34mg/kg乾泥
- 鉛：46.7mg/kg乾泥
- ニッケル：20mg/kg乾泥
- クロム：80mg/kg乾泥
- 亜鉛：150mg/kg乾泥

特に、カドミウム・鉛・水銀についてはERLを超過した底質には底生生物が激減することが公開されている。含有量値と溶出量値との明確な相関関係は認められないが、底生生物が水生生物と同程度の感受性を持ち、エラからの吸収による影響が主体的であれば水産用水基準（水質環境基準の近似値）が一つの目標となる。
- ERL（effects range-low）：悪影響があるとした報告例のうち低濃度側から10 パーセンタイル値の濃度（最小影響範囲：底生生物の種類が豊富である限界の濃度）
- ERM（effects range-median）：悪影響があるとした報告例のうち低濃度側から10 パーセンタイル値の濃度（確実な影響範囲：底生生物がほとんどいない濃度）
- ERL以上ERM未満の濃度は潜在影響範囲と呼ばれている。

この手法は底質評価のガイドライン値を提供するものであり、カナダ国家底質ガイドラインおよび、フロリダ州の底質ガイドライン開発の基礎として利用されているほかロサンゼルス・ロングビーチ港で適用されている。

### 溶出量値
前述したERLにおける含有量値と溶出量値との明確な相関関係は認められないが、底生生物が水生生物と同程度の感受性を持ち、エラからの吸収による影響が主体的であれば水産用水基準（水質環境基準の近似値）が一つの目標となる。なお、亜鉛の水生生物保全のための環境基準は0.02mg/Lである。また、河川や港湾の底から地下水へ浸透しているので、地下水の環境基準を基本とした土壌環境基準を底質の環境基準として取り組んでる。